# سدیم هیالورونیت
هیالورونیت سدیم یا سدیم هیالورونیت نمک سدیم از هیالورونیک اسید است که به صورت یک گلیکوزآمینوگلیکان در بافت های بدن انسان یافت می شود
.